# Antheraea
Antheraea es un género de polillas de la familia Saturniidae. El género fue erigido por Jacob Hübner en 1819. Varias especies de este género tienen orugas que producen seda silvestre de importancia comercial. Comúnmente llamada "seda tussar", las polillas se denominan polillas tussar por la tela.

## Taxonomía

### Especies
El género incluye estas especies: 
- Antheraea alleni Holloway, 1987
- Antheraea alorensis U. Paukstadt & L.h. Paukstadt, 2005
- Antheraea andamana Moore, 1877
- Antheraea angustomarginata Brechlin & Meister, 2009
- Antheraea assamensis Helfer, 1837
- Antheraea billitonensis Moore, 1878
- Antheraea broschi Naumann, 2001
- Antheraea brunei Allen & Holloway, 1986
- Antheraea castanea Jordan, 1910 (= A. mezops)
- Antheraea celebensis Watson, 1915
- Antheraea cernyi Brechlin, 2002
- Antheraea cihangiri Naumann & Naessig, 1998
- Antheraea cingalesa Moore, 1883
- Antheraea compta Rothschild, 1899
- Antheraea cordifolia Weymer, 1906
- Antheraea crypta Chu & Wang, 1993
- Antheraea diehli Lemaire, 1979
- Antheraea exspectata Brechlin, 2000
- Antheraea fickei Weymer, 1909
- Antheraea formosana Sonan, 1937
- Antheraea frithi Moore, 1859
- Antheraea fusca Rothschild, 1903
- Antheraea gephyra Niepelt, 1926
- Antheraea godmani (Druce, 1892)
- Antheraea gschwandneri Niepelt, 1918
- Antheraea gulata Naessig & Treadaway, 1998
- Antheraea hagedorni Naumann & Lourens, 2008
- Antheraea halconensis U. Paukstadt & Brosch, 1996
- Antheraea harndti Naumann, 1999
- Antheraea helferi Moore, 1859
- Antheraea hollowayi Naessig & Naumann, 1998
- Antheraea imperator Watson, 1913
- Antheraea jakli Naumann, 2008
- Antheraea jana (Stoll, 1782)
- Antheraea jawabaratensis Brechlin & Paukstadt, 2010
- Antheraea kageri U. Paukstadt, L. Paukstadt & Suhardjono, 1997
- Antheraea kalangensis Brechlin & Meister, 2009
- Antheraea kelimutuensis U. Paukstadt, L. Paukstadt & Suhardjono, 1997
- Antheraea knyvetti Hampson, 1893
- ?Antheraea korintjiana
- Antheraea lampei Naessig & Holloway, 1989
- Antheraea larissa (Westwood, 1847)
- Antheraea larissoides Bouvier, 1928
- Antheraea lorosae M.D. Lane, Naumann & D.A. Lane, 2004
- Antheraea meisteri Brechlin, 2002
- Antheraea mentawai Naessig, Lampe & Kager, 2002
- Antheraea minahassae Niepelt, 1926
- Antheraea montezuma (Salle, 1856)
- Antheraea moultoni Watson, 1927
- Antheraea myanmarensis U. Paukstadt, L. Paukstadt & Brosch, 1998
- Antheraea mylittoides Bouvier, 1928
- Antheraea pahangensis Brechlin & Paukstadt, 2010
- Antheraea oculea (Neumoegen, 1883)
- Antheraea paphia Linnaeus, 1758[1] (= A. mylitta)
- Antheraea pasteuri Bouvier, 1928
- Antheraea paukpelengensis Brechlin & Meister, 2009
- Antheraea paukstadtorum Naumann, Holloway & Naessig, 1996
- Antheraea pedunculata Bouvier, 1936
- Antheraea pelengensis Brechlin, 2000
- Antheraea pernyi (Guérin-Méneville, 1855) – Polilla tussar china
- Antheraea perrottetii (Guérin-Méneville, 1843)
- Antheraea platessa Rothschild, 1903
- Antheraea polyphemus (Cramer, 1775) – Polilla polifemo
- Antheraea pratti Bouvier, 1928
- Antheraea prelarissa Bouvier, 1928
- Antheraea raffrayi Bouvier, 1928
- Antheraea ranakaensis U. Paukstadt, L. Paukstadt & Suhardjono, 1997
- Antheraea rosemariae Holloway, Naessig & Naumann, 1995
- Antheraea rosieri (Toxopeus, 1940)
- Antheraea roylei Moore, 1859
- Antheraea rubicunda Brechlin, 2009
- Antheraea rumphii (Felder, 1861)
- Antheraea schroederi U. Paukstadt, Brosch & L. Paukstadt, 1999
- Antheraea semperi C. & R. Felder, 1861
- Antheraea steinkeorum U. Paukstadt, L. Paukstadt & Brosch, 1999
- Antheraea subcaeca Bouvier, 1928
- Antheraea sumatrana Niepelt, 1926
- Antheraea sumbawaensis Brechlin, 2000
- Antheraea superba Inoue, 1964
- Antheraea surakarta Moore, 1862
- Antheraea taripaensis Naumann, Naessig & Holloway, 1996
- Antheraea tenggarensis Brechlin, 2000
- Antheraea ulrichbroschi U. & L. Paukstadt, 1999
- Antheraea vietnamensis Brechlin & Paukstadt, 2010
- Antheraea viridiscura Holloway, Naessig & Naumann, 1996
- Antheraea yamamai (Guérin-Méneville, 1861) – Polilla de seda japonesa de roble

### Híbridos
- Antheraea × proylei (A. pernyi  macho × A. roylei hembra)
- Antheraea polyphemus macho × Antheraea paphia hembra (1960 - Gary Botting) (usando transferencia de feromonas)
- Antheraea polyphemus macho × Antheraea yamamai hembra (1959 - Gary Botting) (usando transferencia de feromonas)[2]